# Río Muco (vattendrag i Chile, Región de la Araucanía, lat -38,62, long -72,42)
Río Muco är ett vattendrag i Chile.   Det ligger i regionen Región de la Araucanía, i den södra delen av landet, 600 km söder om huvudstaden Santiago de Chile.
I omgivningen kring Río Muco växer huvudsakligen savannskog. Området är ganska tätbefolkat, med 230 invånare per kvadratkilometer.